# Gladeligh wele wij Haleluia siunga
Gladeligh wele wij Haleluia siunga är en till svenska (och danska) översatt psalmtext från teologen Johann Agricolas tyska Fröhlich wollen wir Halleluja.
Melodin förekommer i skrift första gången i Thomissöns koralbok 1569 och antas vara av äldre danskt ursprung.

## Publicerad i
- 1572 års psalmbok med titeln GLadheligh wele wij Haleluia sjunga under rubriken "Om Christi upståndelse".[1]
- Göteborgspsalmboken under rubriken "Om Christi Upståndelse".[2]
- 1695 års psalmbok, som nr 165 under rubriken "Påska Psalmer - Om Christi Upståndelse"